# Sotragero
Sotragero – gmina w Hiszpanii, w prowincji Burgos, w Kastylii i León, o powierzchni 5,49 km². W 2011 roku gmina liczyła 286 mieszkańców.